# Toon Vandebosch
Toon Vandebosch (Lier, 19 giugno 1999) è un ciclocrossista e ciclista su strada belga che corre per i team Crelan-Corendon (ciclocross) e Alpecin-Deceuninck Development (strada). Già vincitore della Coppa del mondo di ciclocross 2016-2017 nella categoria Juniores, è attivo come Under-23/Elite dal 2017-2018.

## Palmarès

### Cross
- 2015-2016 (Juniores)

Jaarmarktcross Niel, Junior (Niel)
- 2016-2017 (Juniores)

Cyclocross Geraardsbergen, Junior (Geraardsbergen)
Cyclocross Ruddervoorde, 3ª prova Superprestige Junior (Ruddervoorde)
Cyclocross Gavere, 4ª prova Superprestige Junior (Gavere)
Grand Prix de la Région Wallonne, 5ª prova Superprestige Junior (Francorchamps)
Azencross, 6ª prova DVV Verzekeringen Trofee Junior (Loenhout)
Campionati belgi, Junior
- 2018-2019

Rapencross, 4ª prova Brico Cross Under-23 (Lokeren)
- 2019-2020

Campionati belgi, Under-23

#### Altri successi
- 2016-2017 (Juniores)

Classifica generale Coppa del mondo, Junior

### Strada
- 2022 (Alpecin-Deceuninck Development Team, una vittoria)

1ª tappa Tour de la Province de Namur (Gedinne > Bièvre)
- 2025 (Alpecin-Deceuninck Development Team, una vittoria)

Grand Prix de la ville de Pérenchies

#### Altri successi
- 2024 (Alpecin-Deceuninck Development Team)

Classifica scalatori Kreiz Breizh Elites

## Piazzamenti

### Competizioni mondiali
- Campionati del mondo di ciclocross

Heusden-Zolder 2016 - Junior: 19º
Bieles 2017 - Junior: 8º
Valkenburg 2018 - Under-23: 12º
Dübendorf 2020 - Under-23: 17º
Ostenda 2021 - Under-23: 5º
Fayetteville 2022 - Elite: 10º
Hoogerheide 2023 - Elite: 23º
Tábor 2024 - Elite: 12º

### Competizioni europee
- Campionati europei di ciclocross

Huijbergen 2015 - Junior: 11º
Pontchâteau 2016 - Junior: 12º
Tábor 2017 - Under-23: 12º
Rosmalen 2018 - Under-23: 12º
Silvelle 2019 - Under-23: 4º
Drenthe-Col du VAM 2021 - Elite: 11º
Namur 2022 - Elite: 8º
- Campionati europei gravel

Belgio 2023 - Elite: 17º